# Gruž
Gruž (italienska: Gravosa) är en stadsdel i Dubrovnik i Kroatien. Den är belägen cirka 2 kilometer nordväst om Gamla stan och är det moderna Dubrovniks ekonomiska handelscentrum. I Gruž ligger bland annat stadens främsta hamn (Gruž-hamnen) och den centrala busstationen Libertas. Genom stadsdelen passerar Adriamagistralen som i Kroatien har beteckningen Riksväg D8.

## Historik
På 1200-talet uppförde adeln i den forna republiken Dubrovnik villor och sommarbostäder i vad som idag är stadsdelen Gruž men som då i förhållande till staden Dubrovnik (idag Dubrovniks gamla stad) utgjorde landsbygd. Under 1500-talet intensifierades uppförandet av byggnader men det var först under 1900-talets andra hälft som Gruž genom befolkningstillväxt och urbanisering utvecklades till Dubrovniks sekundära centrum. Stadsdelen präglas sedan dess av privata hus, höga flerbostadshus och kontorsbyggnader.     